# 派卡
派卡（英語：pica）是印刷行业中字体排印的长度单位。1派卡约为1/6英寸，即1⁄68 至 1⁄73 英尺；1派卡并可进一步细分为12点。

## 历史
正如传统长度计量单位需要“尺”“寸”等具有固定进制的一系列单位配套使用一样，在金属铅字时代，字体排印只用过于细小的“点”作为唯一单位会有很多不便，因此在实际操作中会再选用“12点大小的铅字”为“点”的上一级单位。而由于历史原因，欧洲大陆与英美的字体排印分别采用了使用不同的系统，12点大小的铅字，在欧洲被称作西塞罗，在英美称作派卡，欧陆的点即为1/12西塞罗，英美的点即为 1/12派卡。
在欧洲大陆，約西元1785年左右，弗朗索瓦-安布鲁瓦斯·迪多（François-Ambroise Didot）对皮埃尔-西蒙·富尼耶单位制改良，制定了欧陆标准的西塞罗及欧陆点的长度。1 西塞罗约为 4.5116 mm，约为 0.1776 英寸。
美国则沿用了英国的派卡活字，但各个厂家的活字大小并不一致。根据1886年美国铸字协会的定义，美国印刷业界同意统一使用 MS&J (Mackellar, Smiths and Jordan, Letter Founder) 公司的「约翰逊派卡」 (Johnson pica) 为共通的标准派卡，进而将其 1/12 定为美式点 (American point, ap) 。标准派卡为 0.16604 英寸，也就是说 6 标准派卡＝72 美式点＝0.99624 标准英寸（而并非精确等于 1 英寸）；其与公制单位折算的定义是 83 picas = 35 cm；依照这个定义，1 标准派卡约为 4.2169 mm。
另外，由于现代电脑里的点已经从美式点改为DTP点，因此按照 1 派卡 = 12 点的进制规则，当代电脑排版裡使用的 1 派卡为 12DTP点，精确等于 1/72英尺，相当于 4.23 mm = 0.16 in。PostScript采用了这个定义，所以在一般打印机裡也使用这个定义。铅字时代的美式点相对电脑时代的 DTP 点之间有 0.0170% 左右的误差。看似差异很小，但是在排版之后的累积误差不可忽略，会导致版式错乱。在Adobe InDesign等专业排版软件里，提供「DTP 点/美式点」切换功能。

## 使用
在美国字体排印业界，通常用大写字母P表示派卡，有时會在后面加上斜线，而“点”使用小写字母p表示。同时使用派卡和点时，在P/之后加上点数，多数场合还会再加上p表示“点”，例如：5p表示5点，6P/2p表示6派卡2点（74点）。
在编辑排版工作中，为了方便计算一行内能排多少字符，往往使用“字符每派卡”（cpp，characters per pica）描述字体的大小。由于西文字体多为比例宽度，cpp 多带有零碎的小数、分数数值，比如某个版本 11 点大小的 Helvetica 会被记做 2.4 cpp，意即“1派卡里可排 2.4 个字符”。有了这个数值，排印人员就可以方便地计算，在通常一本八开（6×8 英寸）的书籍里排5英寸长的字行（5英寸=30派卡）可以容纳 2.4 × 30 = 72 个字符。
在现代网页设计中，层叠样式表(CSS) 中使用 pc 作为派卡的缩写，精确等于1⁄6英寸，而 pt 是“点”的缩写（精确等于1⁄72英尺）。
需要注意，美式打字机裡有一款字体名为 pica，其字号为精确的 0.1 inch，不应与本篇所述派卡单位混淆。
1. ↑  Legros, Lucien Alphonse; Grant, John Cameron. . London and New York: Longmann, Green, and Co. 1916: 57–60  [2020-05-03]. （原始内容存档于2020-08-20）.
2. ↑  Hyde, Grant Milnor. . New York and London: D. Appleton and Company. 1920: 226–227.
3. ↑  . W3.org.   [2016-10-21]. （原始内容存档于2018-05-29）.